# Жидковский сельсовет
Жидковский сельсовет — упразднённое сельское поселение в Петуховском районе Курганской области Российской Федерации.
Административный центр — село Жидки.
Законом Курганской области от 12 мая 2021 года № 49 к 24 мая 2021 года упразднён в связи с преобразованием муниципального района в муниципальный округ.

## История
Статус и границы сельского поселения установлены Законом Курганской области от 4 ноября 2004 года № 638 "Об установлении границ муниципального образования «Жидковский сельсовет», входящего в состав муниципального образования «Петуховский район».

## Население
| 1989 | 2002 | 2004 | 2010 | 2012 | 2013 | 2014 |
| ---- | ---- | ---- | ---- | ---- | ---- | ---- |
| 965  | ↘432 | ↗483 | ↘342 | ↘326 | ↘310 | ↘296 |
| 2015 | 2016 | 2017 | 2018 | 2019 | 2020 |      |
| ↘280 | ↘264 | ↘255 | ↘233 | ↘216 | ↘193 |      |

## Состав сельского поселения
| № | Населённый пункт | Тип населённого пункта       | Население |
| - | ---------------- | ---------------------------- | --------- |
| 1 | Бердюжка         | деревня                      | →0        |
| 2 | Жидки            | село, административный центр | ↘342      |